# San Pedro Jaltepetongo
San Pedro Jaltepetongo là một đô thị thuộc bang Oaxaca, Mexico. Năm 2005, dân số của đô thị này là 271 người.